# Pedicularis petitmenginii
Pedicularis petitmenginii är en snyltrotsväxtart som beskrevs av Bonati. Pedicularis petitmenginii ingår i släktet spiror, och familjen snyltrotsväxter. Inga underarter finns listade i Catalogue of Life.